# Apagy
Apagy is een plaats (község) en gemeente in het Hongaarse comitaat Szabolcs-Szatmár-Bereg. Apagy telt 2341 inwoners (2001).